# Lehrgeschwader 2
Lehrgeschwader 2 (LG 2) (Ala de desarrollo operacional 2) fue una unidad de la Luftwaffe durante la Segunda Guerra Mundial, organizada en tres grupos (Gruppen), uno de caza y caza nocturna, otro de reconocimiento y otro de apoyo cercano y ataque a tierra. 
Las Lehrgeschwader fueron, en general, unidades mixtas de desarrollo operativo, encargadas de la evaluación operativa de los nuevos tipos de aviones y del desarrollo y evaluación de nuevas tácticas operacionales. Cada grupo dentro de la unidad fue equipado con un tipo diferente de avión. Un grupo constaba de varios escuadrones (Staffel). El Gruppe era identificado con números romanos (I/LG 2) y con números arábigos los Staffel (10./LG 2). 
En 1939 la Lehrgeschwader 2 estaba conformada por un grupo de cazas con Bf 109 denominado Gruppe (I.(Jagd)/LG 2), un grupo de ataque al suelo y apoyo cercano con Henschel Hs 123 denominado Gruppe (II.(Schl.)/LG 2), y un grupo de reconocimiento llamado Gruppe (III.(Aufkl.)/LG 2).

## Historia
La unidad se creó a partir del Lehrgruppe (Grupo de instrucción) de la Luftwaffe. El Stab (Unidad de estado mayor) y el I.(J)/LG 2 se crearon el 1 de noviembre de 1938 en Graz. El II.(Schl.)/LG 2 fue creado en noviembre de 1938 en Tutow cerca de la costa báltica, y el III Gruppe en Jüterbog. 
El 11.(Nacht)/LG 2 estaba especializado en la caza nocturna y se formó en agosto de 1939 en Greifswald bajo el mando del Oblt. Johannes Steinhoff, estando equipado con Arado ar 68 y Bf 109-D. En septiembre de 1939 la unidad fue trasladada a Bonn-Hangelar, siendo redenominada como 10.(N)/JG 26.
El I.(J)/LG 2 se convirtió en el nuevo Gruppe JG 77 en enero de 1942. 

## Historia operacional

### I.(Jagd)/LG 2

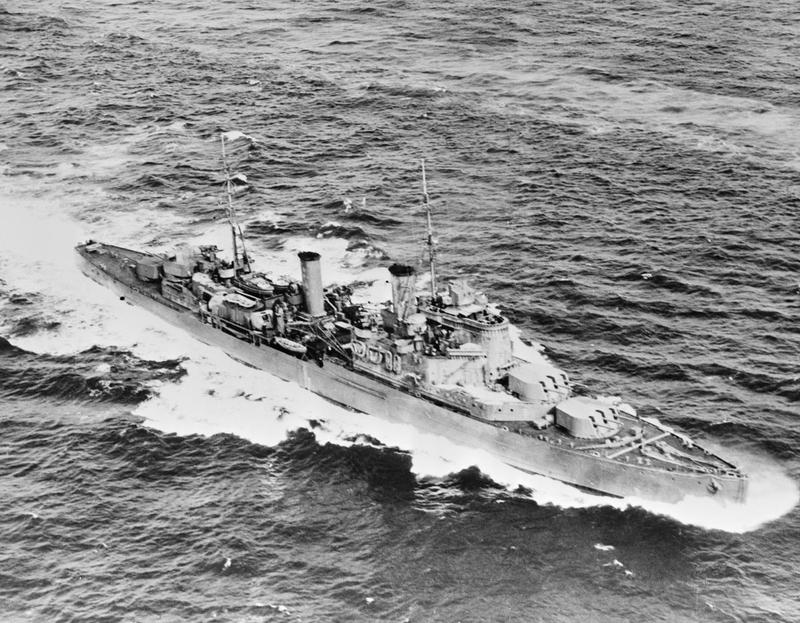
HMS Fiji, hundido por 2 cazabombarderos Bf 109 del I.(Jagd)/LG 2 cerca de Creta el 22 de mayo de 1941.

Creado el 1 de noviembre de 1938 en Garz a partir del I./LG Greifswald con:
- Stab I./LG2 desde el Stab I./LG
- 1./LG2 desde el 1./LG
- 2./LG2 desde el 2./LG
- 3./LG2 desde el 3./LG

El 6 de enero de 1942 fue reestructurado y transformado en el I./JG77:
- Stab I./LG2 se transformó en Stab I./JG77
- 1./LG2 se transformó en 1./JG77
- 2./LG2 se transformó en 2./JG77
- 3./LG2 se transformó en 3./JG77[1]

La unidad tomó parte en la campaña de Polonia, durando su participación del 1 de septiembre al 20 de septiembre de 1939, reclamaron 6 derribos y perdieron tres aviones. También participaron en la Batalla de Francia y en la Batalla de Inglaterra. Su comandante, el Oberleutnant (teniente) Herbert Ihlefeld, fue el as con más éxito, alcanzó los 24 derribos en septiembre de 1940 recibiendo la Cruz de Caballero de la Cruz de Hierro. El 10 de agosto de 1940, el futuro as Hans-Joachim Marseille fue destinado al I./LG 2, entonces con base en Marck, Paso de Calais, donde participó en misiones de combate contra Inglaterra. El Gruppe reclamó 92 derribos durante la batalla, habiendo perdido 22 aviones y 16 resultaron dañados. Murieron o desaparecieron en combate 10 pilotos y 4 fueron hechos  prisioneros de guerra.
El I.(J)/LG 2, participó en la Campaña de los Balcanes. Destacó el grupo hermano (II. / LG 2) en su labor de apoyo cercano a las tropas de tierra, tarea en la que también participaron otras unidades del ala como el I./LG 2, que convirtió un Staffel de Bf 109 S en cazabombarderos. En Yugoslavia, el Leutnant Fritz Geisshardt reclamó haber derribado 4 biplanos Hawker Fury. Ihlefeld alcanzó los 36 derribos y poco después fue derribado por fuego antiaéreo siendo capturado por soldados yugoslavos. Mientras estuvo en cautividad, presuntamente fue golpeado y le amenazaron con fusilarlo. Ihlefeld fue rescatado ocho días después por las tropas alemanas y volvió a Alemania para recuperarse. A finales de mayo de 1941, el I.(J)/ LG 2 se trasladó a Belgrado. El grupo perdió cuatro aviones y cinco resultaron dañados, uno de sus pilotos murió en acción y otro fue capturado. Durante la batalla de Creta, a dos Bf 109 Jabos (cazabombarderos) del I./LG 2 se les confirmó el hundimiento del crucero ligero británico HMS Fiji que perdió 276 tripulantes.
Tras la conclusión con éxito de la campaña de los Balcanes y la subsiguiente invasión de Creta, la unidad fue enviada a Rumania para la Operación Barbarroja. Geisshardt, después de 6 victorias en los Balcanes, tuvo mucho éxito en la lucha contra Rusia, logrando 28 derribos con el LG 2, siendo galardonado con la Ritterkreuz (Cruz de caballero) en agosto de 1941. El grupo se anotó 52 victorias de junio a diciembre de 1941. El total de derribos del grupo entre septiembre de 1939 y el 13 de enero de 1942 ascendió a 583. El grupo fue rebautizado como I./JG 77 el 13 de enero de 1942.

### II.(Schl)./LG 2

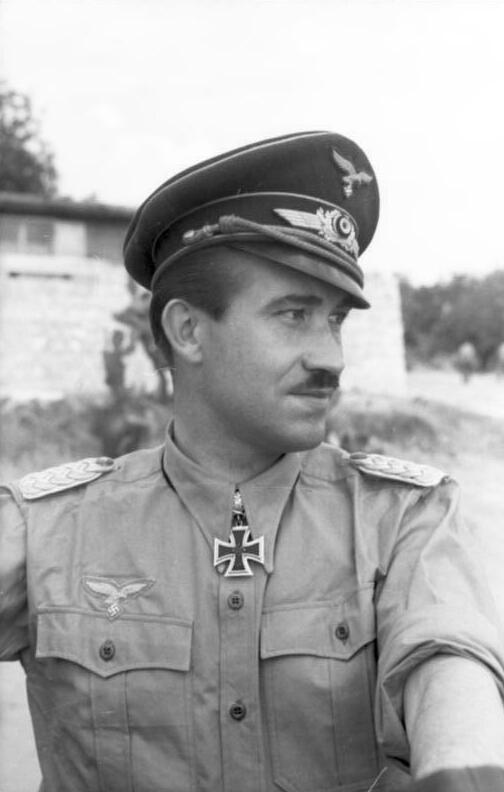
Adolf Galland, fue Staffelkapitän en el grupo II.(Schl)./LG 2 durante la campaña de Polonia.

Unidad creada el 1 de noviembre de 1938 en Tutow a partir del Schlachtfliegergruppe 10 con:
- Stab II./LG2 a partir del Stab/SFGr.10
- 4./LG2 a partir del 1./SFGr.10
- 5./LG2 a partir del 2./SFGr.10
- 6./LG2 a partir del 3./SFGr.10

El 13 de enero de 1942 fue reconvertido en el I./Sch.G.1:
- Stab II./LG2 se convirtió en el Stab I./Sch.G. 1
- 4./LG2 se convirtió en el 1./Sch.G. 1
- 5./LG2 se convirtió en el 2./Sch.G. 1
- 6./LG2 se convirtió en el 3./Sch.G. 1[1]

Durante la campaña polaca de septiembre de 1939 el II.(Schl.)/LG 2, bajo el mando del mayor Spielvogel, operó como una unidad de ataque aire/tierra, utilizando el Henschel Hs 123. La unidad voló en numerosas misiones de ataque a baja altura e incluyó entre sus oficiales, como jefe de escuadrón (Staffelkapitän), al futuro as y General del arma de caza, Oberleutnant Adolf Galland. 

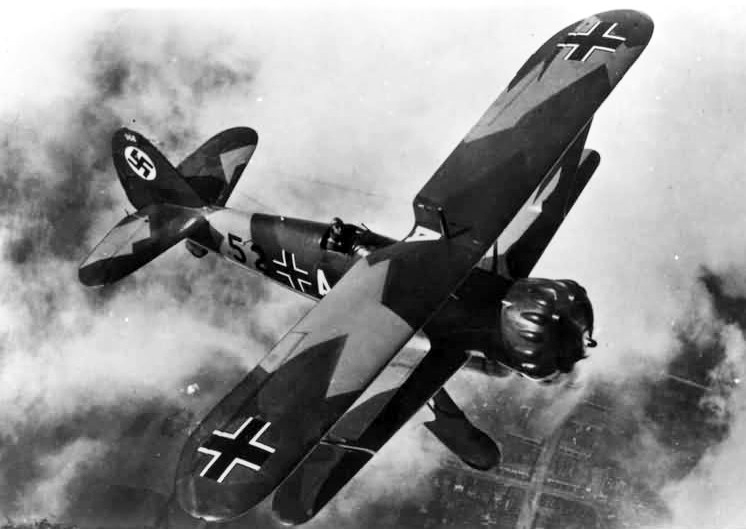
Henschel Hs 123 en vuelo.

Spielvogel murió por fuego antiaéreo el 13 de septiembre, siendo sustituido por el Hauptmann Otto Weiss. Al final de la campaña, nueve pilotos habían muerto en acción, casi un 25% de las pérdidas de grupo.
Después de descansar y de un proceso de reposición de pérdidas, el grupo II se desplazó al oeste y tomó parte en la Batalla de Francia. Con 49 aviones operativos, la unidad voló inicialmente en apoyo al asalto de los paracaidistas alemanes al Fuerte Eben-Emael en mayo de 1940. El grupo estuvo ocupado casi todo el mes de mayo realizando salidas masivas en apoyo del 6ª Ejército Panzer, después se le encomendó la misión de hostigar la retirada del ejército francés al sur del Somme en junio. Los notables resultados obtenidos por el grupo de los biplanos, desempeñando un papel único para 1940, fueron reconocidos con la concesión de la Cruz de Caballero de la Cruz de Hierro (Ritterkreuz des Eisernen Kreuzes) a su comandante y los tres Staffelkapitän (jefes de escuadrón). La acción más notable de la unidad tuvo lugar en la Batalla de Arras, en la que rechazó un fuerte ataque de los blindados británico.
El grupo no tomó parte en las primeras fases de la Batalla de Inglaterra. Se planeó convertirlo en una unidad de bombardeo en picado equipando al grupo con Junkers Ju 87. Sin embargo el grupo II había demostrado la viabilidad del concepto de apoyo cercano en el campo de batalla y por ello fue dotado con los nuevos cazabombarderos Bf 109 E-4B con capacidad para llevar una bomba de 250 kg o cuatro de 50 kg. El entrenamiento tuvo lugar en Böblingen. 
El II.(SCHL)./LG 2 se instaló en una base de Saint-Omer, Francia, integrando la Luftflotte 2 (flota aérea), y comenzó a operar el 6 de septiembre de 1940 perdiendo ese día 2 aviones por fuego de la artillería antiaérea en el estuario del Támesis. Dado que ya no se le necesitaba para dar apoyo directo al ejército en tierra, la unidad cambió el tipo de operaciones que realizaba y durante el invierno y la primavera de 1941 realizaron una serie de ataques contra objetivos en Inglaterra en los que la unidad perdió una docena de aviones. 
En marzo de 1941 el Grupo II se trasladó para participar en la campaña de los Balcanes, siendo equipados dos de sus escuadrones (Staffel) con Bf 109 S y se amplió con otros dos escuadrones con los anticuados Henschel Hs 123. 
La unidad realizó constantes ataques contra los ejércitos aliados en retirada y en apoyo del 12º ejército en su avance hacia el Canal de Corinto. Inspirados por la labor del II./LG 2, varias Jagdeschwader (ala de cazas) crearon sus propias unidades de ataque a tierra dotándolas con cazabombarderos Bf 109, entre estas estuvo la Jg 77 y la Jg 27. El grupo fue pronto trasladado al norte para el ataque a la Unión Soviética en junio de 1941. 

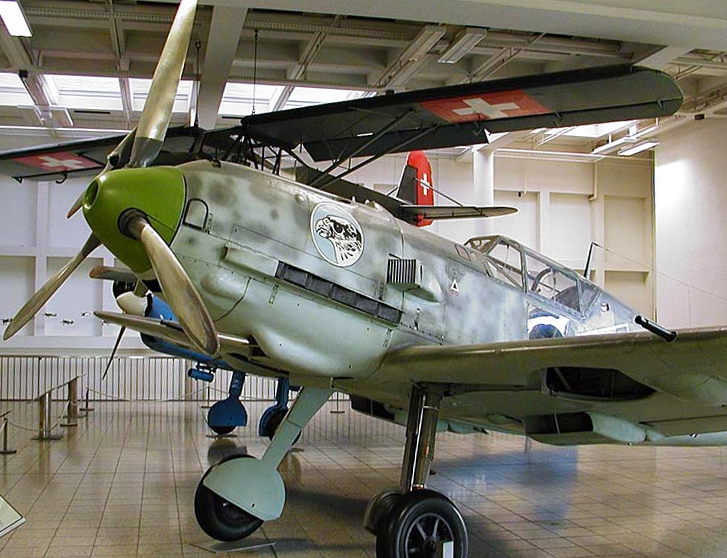
Un Bf 109E en el Deutsches Museum de Múnich.

El Grupo II fue instalado en una base de Praszniki en Polonia, cerca de la frontera lituana, contaba con 38 (37) Bf 109E y 22 (17) Hs. 123s, y se le asignó la tarea de atacar parte de los 60 aeródromos soviéticos que fueron inutilizados al inicio de la de la ofensiva, lo que significó la destrucción de más de 1400 aviones soviéticos en tierra. Posteriormente se dedicaron a proporcionar apoyo aéreo al Panzergruppe 3 en el avance por el frente central. El grupo intervino en la captura de Minsk en junio, pero ya antes de finales de julio, la intensidad de las operaciones había ocasionado un desgaste muy grave en sus aviones disponibles, llegando a disponer, en esas fechas, de tan sólo 14 aparatos aptos para el combate. 
El Grupo II fue trasladado en agosto al sector norte, en las proximidades del lago Ladoga, y su impresionante récord de combates fue recompensado con la concesión de la Cruz de Caballero de la Cruz de Hierro a sus cuatro jefes de escuadrón (Staffelkaptäne); Oblts. Dōrffel Georg, Werner Dörnbrack, Alfred Druschel y Bruno Meyer. En septiembre, el grupo volvió al combate en el centro de Rusia, participando en las batallas de Briansk y Vyazma, apoyando también el avance hacia Kalinin. Los Henschel del Grupo II demostraron su capacidad y resistencia ejecutando una serie de misiones lanzadera contra los contraataques de las fuerzas soviéticas en octubre, salvando a su propio aeródromo de caer en manos del enemigo y causándole graves pérdidas.
La llegada del invierno con sus terribles condiciones climatológicas, redujo las operaciones durante algún tiempo. Por ello, el Grupo II, se retiró a Werl, en Alemania, para formar el núcleo de la primera Schlachtgeschwader (ala de asalto o ataque a tierra) (SG 1). El mayor Otto Weiß fue condecorado con las Hojas de Roble para su Cruz de Caballero.

### III.(Aufkl.)/LG 2
El III.(Aufkl.)/LG 2 (Aufklärungsstaffel) (grupo de reconocimiento) fue creado el 1 de octubre de 1936 cerca de Prenzlau. En abril de 1937 la unidad fue equipada con Dornier Do 17 F. Más tarde fue fusionado con el 1.(F)/Aufkl.Gr122 en septiembre de 1937.
Lo componían los siguientes grupos:
- Stab III./LG2 nuevo
- 7.(F)/LG2 nuevo
- 8.(F)/LG2 nuevo
- 9.(H)/LG2 nuevo[1]

#### Stab III.(Aufkl)/LG 2
Creado el 1 de noviembre de 1938, esta unidad se llamaba antes Stab/Aufklärungslehrgruppe. Después de la movilización, el 26 de agosto de 1939 fue redenominada Koluft 10 (unidad de la Luftwaffe adscrita o que apoyaba al ejército).

#### 7.(F)/LG 2
- 1 de enero de 1939: con base en Deckenpfronn, aparatos Do 17P, dando apoyo al 7º ejército.

- 10 de mayo de 1949: en Düsseldorf, aviones Do 17P/M, en apoyo del 18º ejército.

- 22 de junio de 1941: en apoyo del Panzergruppe 1 en el sur de Rusia.

- Enero de 1942: reestructurado y renombrado como 7.(H)/LG2.

- De enero a octubre de 1942 y de diciembre de 1942 a enero de 1943 estuvo asdscrito al Stab/NAGr.12 y al Stab/NAGr.9

en noviembre de 1942.
- De noviembre a diciembre de 1942 formó parte del Aufklärungsgruppe Fleischmann.

- Fue disuelto en enero de 1943 tras sufrir cuantiosas pérdidas.[1]

#### 8(F)/LG 2
El 24 de septiembre de 1939 fue reestructurado y redenominado 3./Aufklärungsgruppe ObdL.
Bases conocidas:
- Jüterbog-Damm, del 1 de noviembre de 1938 a agosto de 1939

- Berlin-Werder, desde agosto de 1939 al 24 de septiembre de 1939.[1]

#### 9.(H)/LG 2 (Pz)
Operó en la campaña polaca, en la  Batalla de Francia y en la Batalla de Inglaterra]]. Durante la Operación Barbarroja dio apoyo a la 3ª división Panzer en la captura de Orel y Bryansk, también dio apoyo al ejército durante la batalla de Kiev.

### 10.(See)/LG 2
Creado el 1 de noviembre de 1938 y fue disuelto en octubre de 1939. Entró en combate en la campaña de Polonia. Esta unidad fue integrada dentro del Kampfgeschwader 30 (ala de combate para tareas especiales).

### 10.(Schlacht)/LG 2
Esta unidad participó en la campaña de los Balcanes y en la Operación Barbarroja. Probablemente fue redenominada como 8.(PZ)SchG1 el 13 de enero de 1942.

### 11.(Nacht)/LG 2

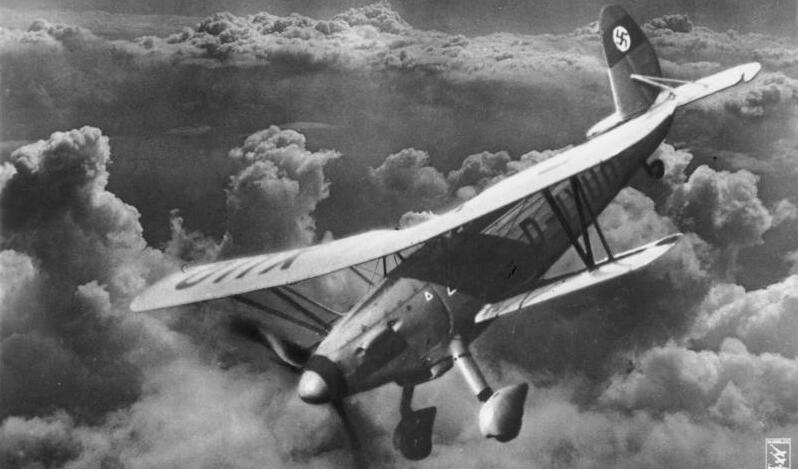
Arado Ar 68.

Esta unidad se creó el 1 de agosto de 1939 y experimentó técnicas operacionales para la caza nocturna con el Arado Ar 68. Le fueron asignadas tareas de defensa del territorio alemán hasta el 18 de febrero de 1940 en que fue absorbida por el (N)/JG 2.

### Erg.St.(Sch)/LG 2
Se formó el 24 de agosto de 1940. Participó en la Batalla de Inglaterra y en el Frente Oriental. Se disolvió el 13 de enero de 1942, y sus tripulaciones trasladadas a participar en la creación del II./Sch.G.1 y el Erg.J.Gr.Ost.

### Kunstflugstaffel
Esta unidad (escuadrón acrobático) no entró en combate. Se formó a principios de 1938 y fue disuelta el 3 de marzo de 1940.

## Mandos

### Geschwaderkommodore
- Oberstleutnant Eberhard Baier, 1 de noviembre de 1938 - 18 de noviembre de 1939

### Gruppenkommandeur

#### I.(Jagd)/LG 2
- Major Hanns Trübenbach, 1 de noviembre de 1938 - 18 de agosto de 1940
- Hauptmann Bernhard Mielke, 18 de agosto de 1940 - 30 de agosto de 1940
- Hauptmann Herbert Ihlefeld, 30 de agosto de 1940 - 6 de enero de 1942

#### II.(Schlacht)/LG 2
- Major Georg Spielvogel, 1 de noviembre de 1938 - 9 de septiembre de 1939
- Major Wolfgang Neudörffer, septiembre de 1939 - 1 de diciembre de 1939
- Hauptmann Otto Weiß, 1 de diciembre de 1939 - 13 de enero de 1942

#### III.(Aufkl.)/LG 2
- Major Kurt Kleinrath, 1 de noviembre de 1938 - 14 de marzo de 1939
- Oberstleutnant Radeke, 14 de marzo de 1939 - 1 de mayo de 1939
- Oberstleutnant Günther Lohmann, 1 de mayo de 1939 - 26 de agosto de 1939